# Marquay (Dordogne)
Marquay is een gemeente in het Franse departement Dordogne (regio Nouvelle-Aquitaine) en telt 477 inwoners (1999). De plaats maakt deel uit van het arrondissement Sarlat-la-Canéda.
Er zijn verschillende paleolithische vindplaatsen op het grondgebied van de gemeente, zoals de Abri van Laussel en La Grèze.

## Geografie
De oppervlakte van Marquay bedraagt 24,9 km², de bevolkingsdichtheid is 19,2 inwoners per km².
De onderstaande kaart toont de ligging van Marquay (Dordogne) met de belangrijkste infrastructuur en aangrenzende gemeenten.

## Demografie
Onderstaande figuur toont het verloop van het inwonertal (bron: INSEE-tellingen).